# Гольдберг, Наум Абрамович
Наум Абрамович Гольдберг (3 мая 1909 года, Варшава, Царство Польское, Российская империя — 1964 год, Горький, РСФСР, СССР) — инженер и учёный, организатор промышленного производства меламина, мочевины, ацетона, порофора и других химических соединений.

## Биография
Родился 3 мая 1909 года в Варшаве в семье служащего. В 1931 году окончил Московский химико-технологический институт (специализация «анилокрасочная промышленность»).
С 1934 по 1959 год работал на предприятии п/я № 16 (завод «Капролактам»). В 1938—1941 годах — главный инженер.
Осенью 1941 года после аварии в одном из цехов предприятия был арестован и осуждён. В заключении работал в научно-исследовательской лаборатории по специальности.
Освобождён в феврале 1946 года. Преподавал и вел научную деятельность в Горьковском индустриальном институте им. А. А. Жданова на кафедре технологии органического синтеза. Кандидат технических наук (1947).
В 1953—1954 руководитель центральной лаборатории на Чернореченском химзаводе. В 1954—1964 заведующий научно-исследовательской лабораторией Дзержинского филиала ГИАП (научно-исследовательского и проектного института азотной промышленности и органического синтеза).
Автор технологий промышленного получения меламина, мочевины, ацетона, порофора.